# Savannakhet
Savannakhet (laosky ສະຫວັນນະເຂດ), oficiálně uváděný též jako Muang Khantabuli a zvaný také Muang Savan, je město ve středním Laosu. Se svými 124 000 obyvateli je zároveň druhým největším městem země. Savannakhet je rovněž správním městem stejnojmenné provincie a důležitou křižovatkou - leží na hraničním přechodu s Thajskem přes řeku Mekong a také je přímo spojen s přechodem do Vietnamu; současně přes něj vede hlavní silnice spojující severní a jižní Laos. Ve městě žije poměrně značný počet cizinců, hlavně Vietnamců.